# 375 Pearl Street
375 Pearl Street alternativt Intergate Manhattan, kallas även Verizon Building och One Brooklyn Bridge Plaza, är en skyskrapa som ligger vid Brooklyn Bridge i stadsdelen Civic Center på Manhattan i New York, New York i USA. Skyskrapan ritades av arkitektbyrån Rose, Beaton & Rose och uppfördes 1976 med syftet att vara en skyskrapa för samhällsservice och där den skulle bland annat innehålla telefonväxlar åt New York Telephone Company. Verizon Communications, Inc. har idag en aktiv sådan i byggnaden.
Skyskrapan ägdes initialt av AT&T Corporation och New York Telephone Company var ett dotterbolag till dem men 1984 blev det en del av NYNEX Corporation vid den stora uppdelningen av just AT&T. 1997 blev NYNEX uppköpta av Bell Atlantic Corporation och 2000 blev Bell fusionerad med GTE Corporation, det var då Verizon bildades. De ägde skyskrapan fram till 2007 när Taconic Partners köpte merparten av den för $172,05 miljoner, cirka fyra år senare blev 375 Pearl Street sålt till dagens ägare Sabey Data Center Properties för $120 miljoner. Mellan 2016 och 2018 genomgick den en större renovering där 14 våningar omvandlades till kontorslandskap och byggkroppen vid de berörda våningarna inglasades.

## Galleri

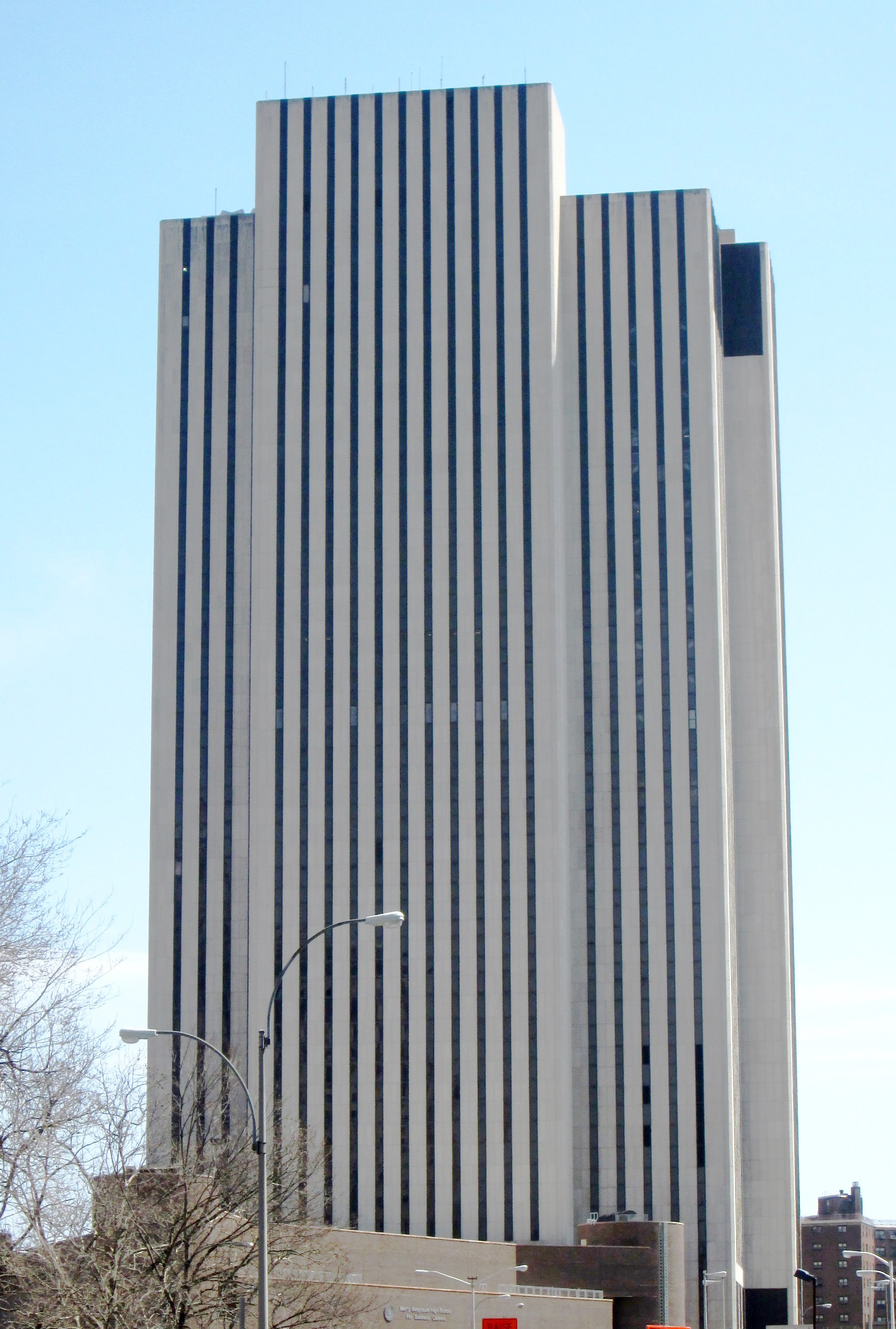
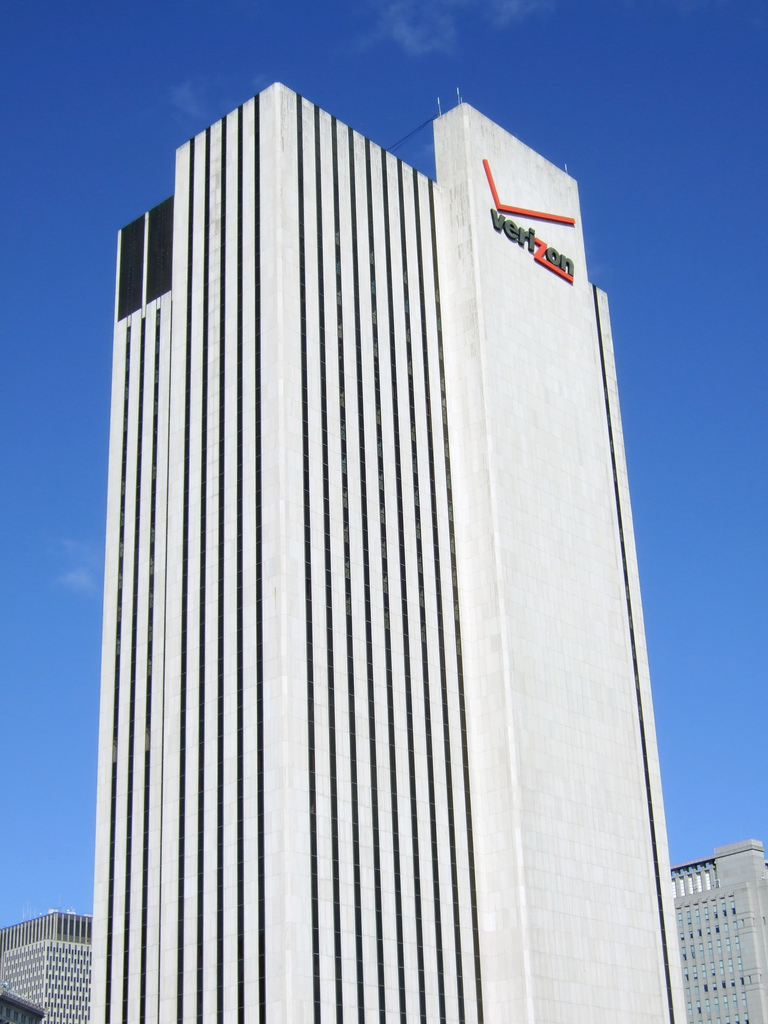
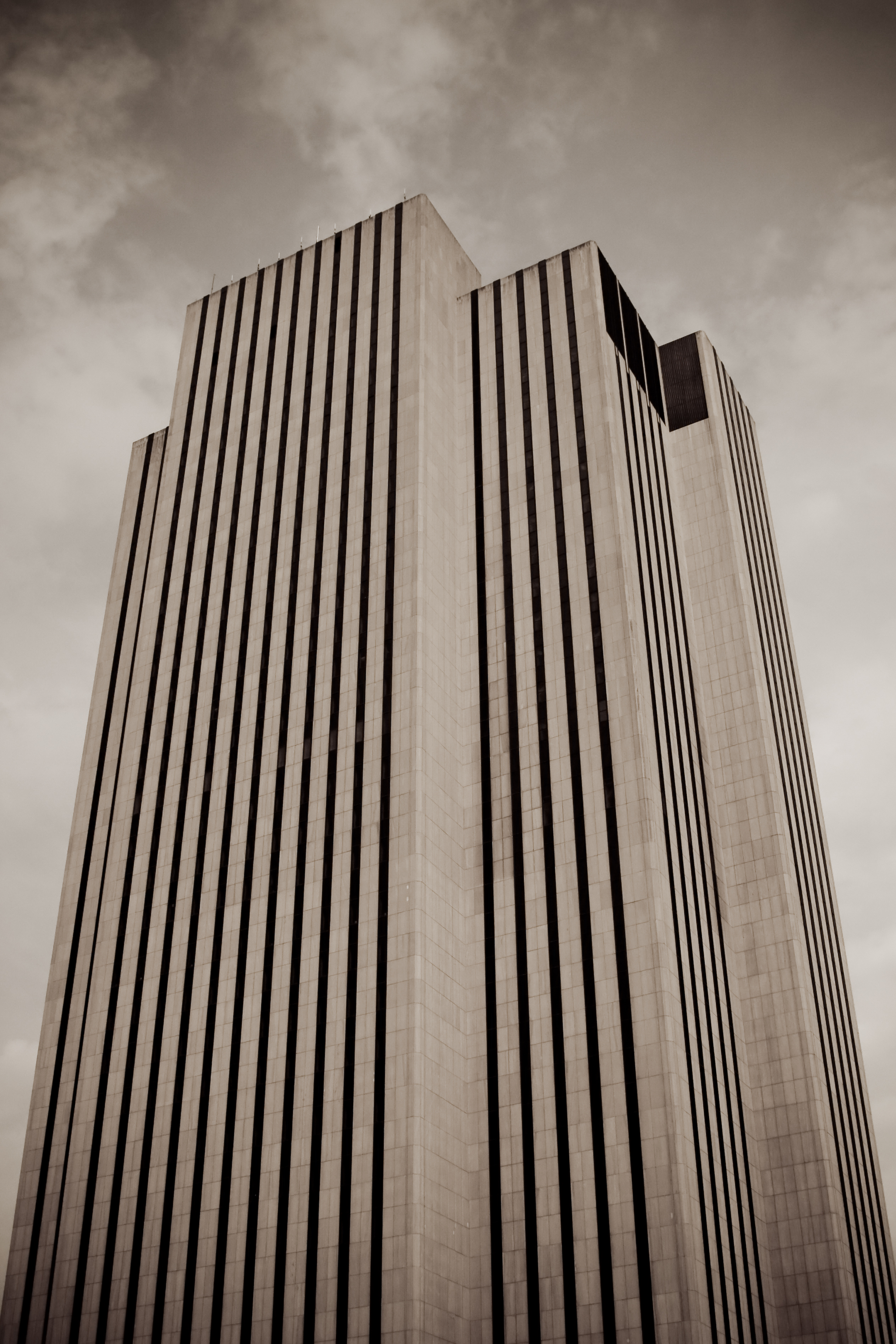
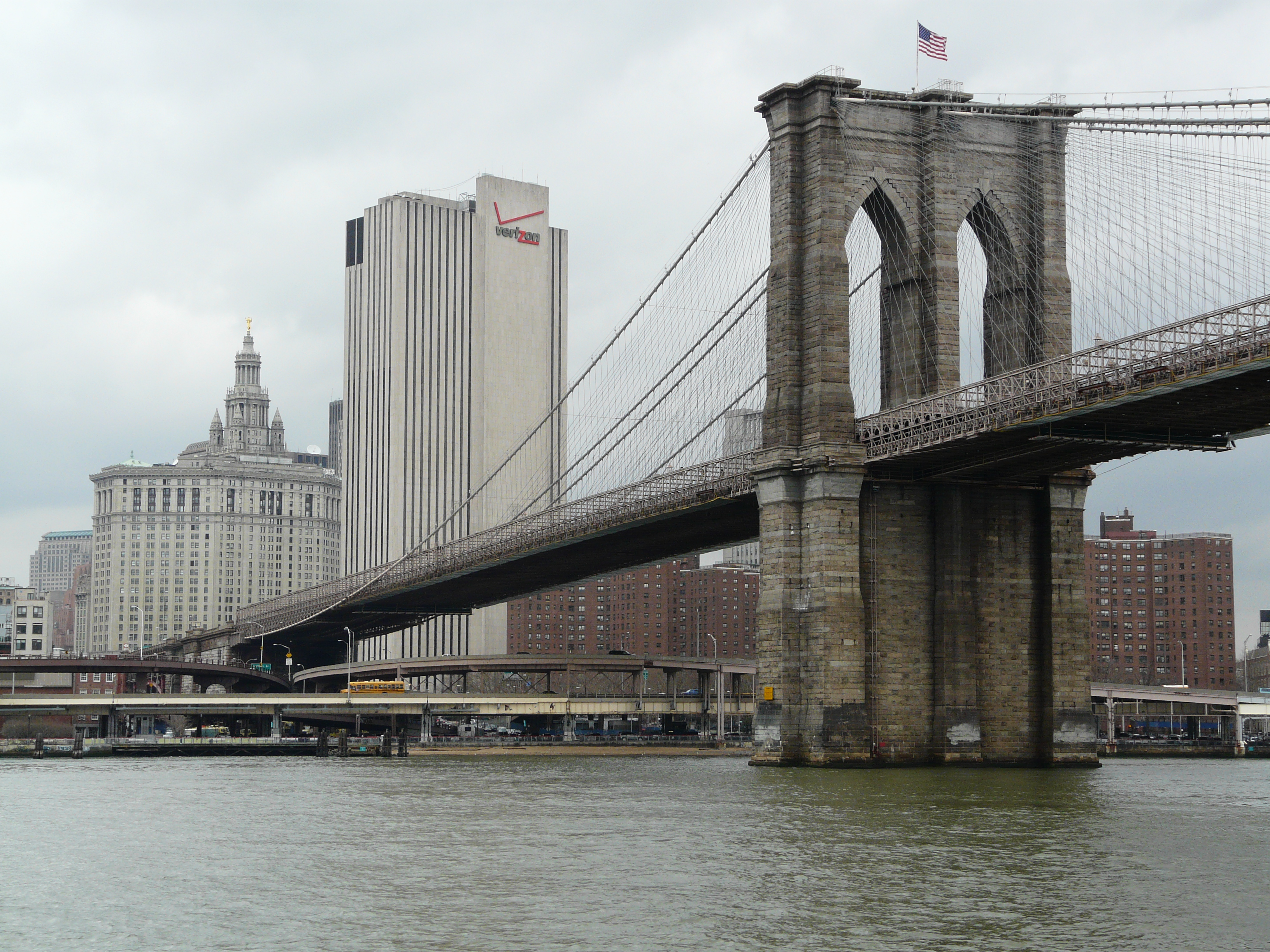
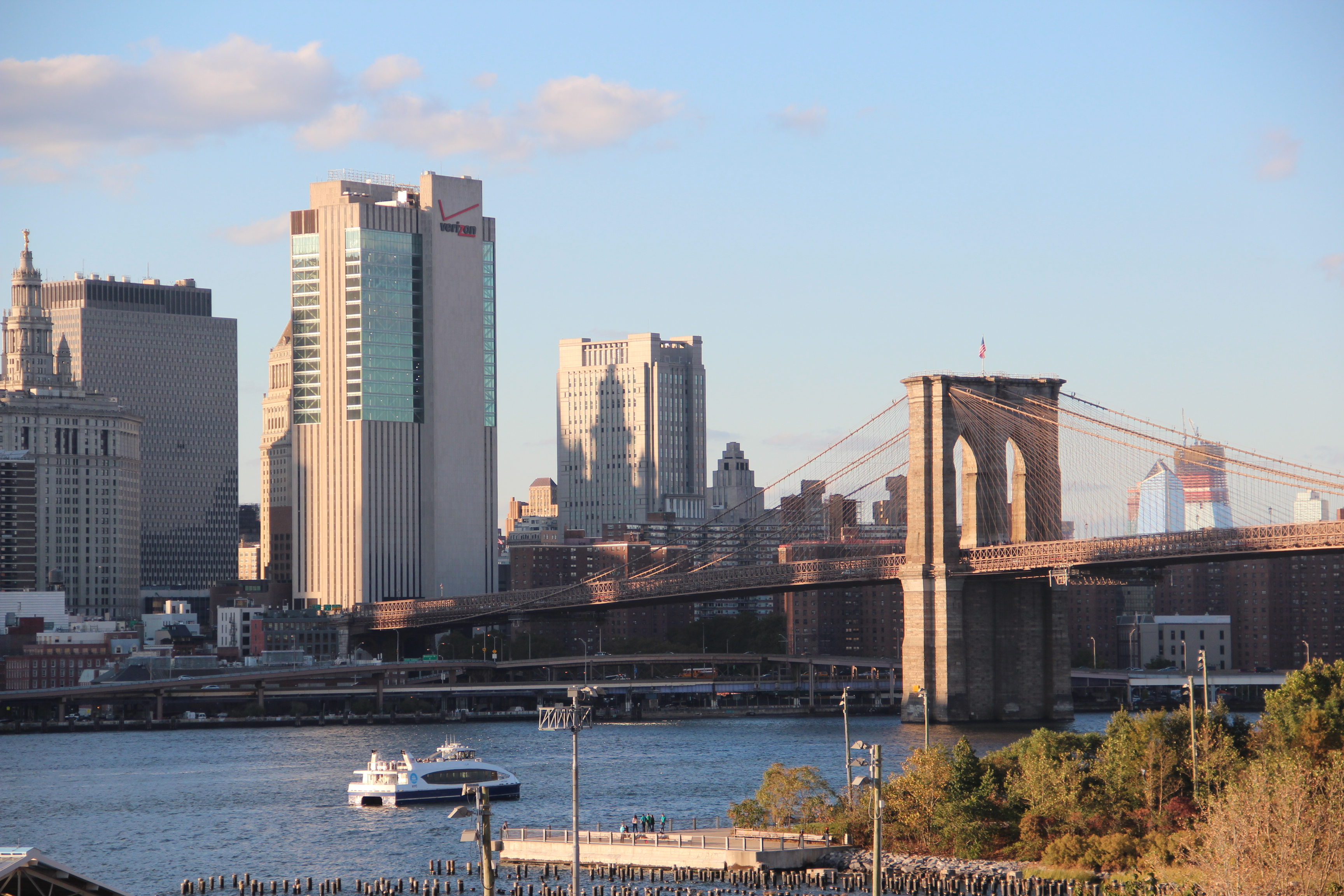